# Psila dichroa
Psila dichroa är en tvåvingeart som beskrevs av Shatalkin 1986. Psila dichroa ingår i släktet Psila och familjen rotflugor. Inga underarter finns listade i Catalogue of Life.